# 20526 Bathompson
20526 Bathompson è un asteroide della fascia principale. Scoperto nel 1999, presenta un'orbita caratterizzata da un semiasse maggiore pari a 2,2820087 UA e da un'eccentricità di 0,1496361, inclinata di 4,78975° rispetto all'eclittica.